# Hiến chương Đại Tây Dương

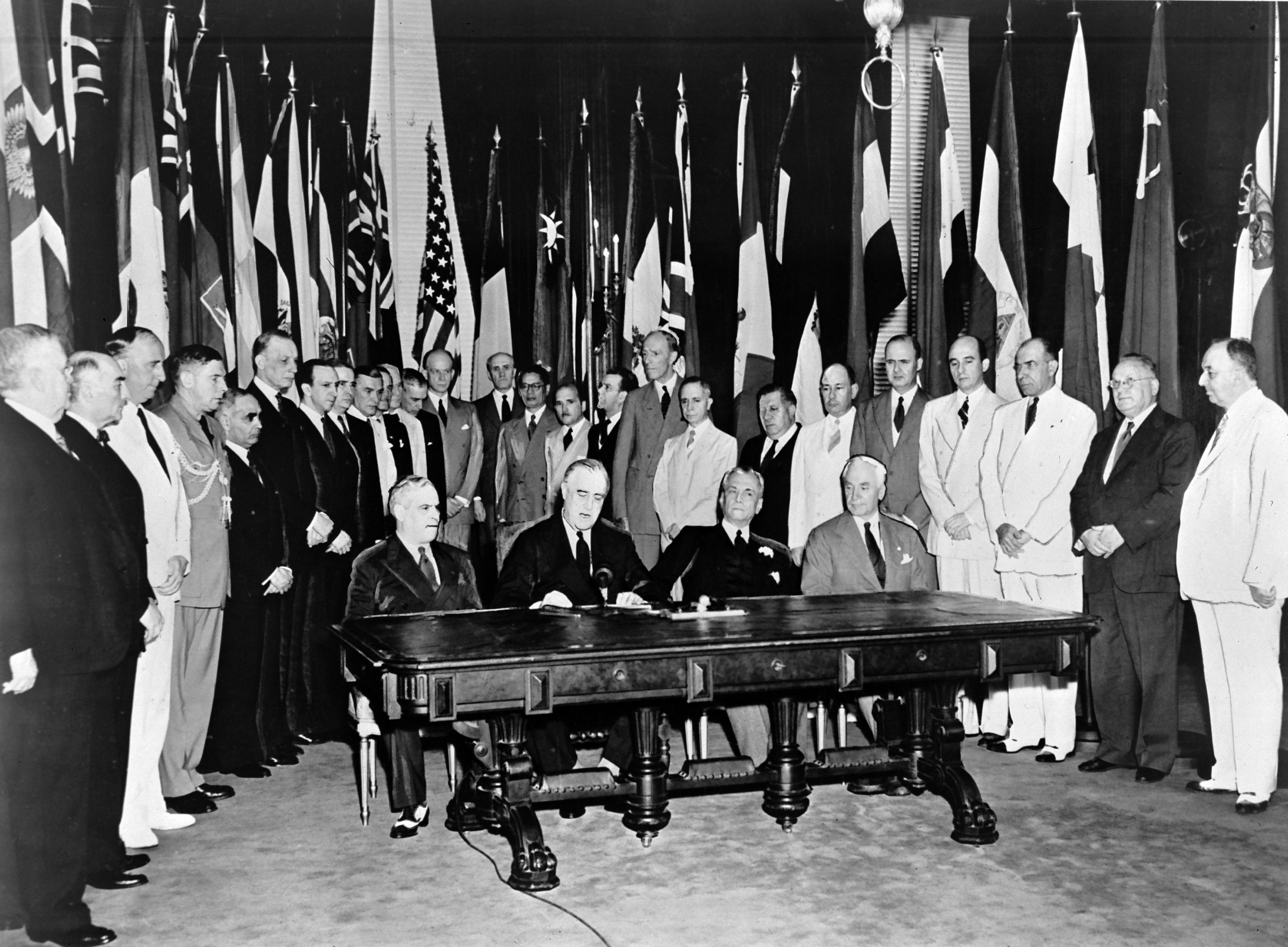
Ngày 1/1/1942, đại biểu 26 nước Đồng Minh gặp nhau tại Washington ký Tuyên bố Liên Hợp Quốc cam kết ủng hộ Hiến chương Đại Tây Dương

Hiến chương Đại Tây Dương là tuyên bố chung của Tổng thống Hoa Kỳ Franklin D. Roosevelt và Thủ tướng Anh Quốc Winston S. Churchill vào ngày 14 tháng 8 năm 1941 sau 3 ngày thảo luận sôi nổi trên tàu tuần dương hạng nặng Hoa Kỳ USS Augusta và thiết giáp hạm Anh, HMS Prince of Wales đậu tại vịnh Placentia ở Newfoundland, khi Chiến tranh Thế giới thứ hai bắt đầu. Hiến chương Đại Tây Dương chứa đựng những nguyên tắc chung trong chính sách quốc gia của từng nước mà hai nhà lãnh đạo Anh - Mỹ hy vọng dựa vào đó sẽ tạo ra một thế giới mới tốt đẹp hơn.
Ngày 1/1/1942, đại biểu 26 nước Đồng Minh gặp nhau tại Washington ký Tuyên bố Liên Hợp Quốc cam kết ủng hộ Hiến chương Đại Tây Dương.

## Nội dung
Hiến chương Đại Tây Dương gồm 8 điều:
1. Anh và Mỹ sẽ không mở rộng lãnh thổ.
2. Anh và Mỹ không muốn có sự thay đổi lãnh thổ nào trái với ý nguyện tự do phát triển của các dân tộc có liên quan.
3. Anh và Mỹ tôn trọng quyền lựa chọn được sống dưới một chính thể nào đó của các dân tộc; mong muốn thấy chủ quyền và chính phủ tự trị của các dân tộc bị quốc gia khác dùng sức mạnh tước đoạt được khôi phục lại.
4. Anh và Mỹ sẽ cố gắng, trong sự tôn trọng những điều ước hiện hành, giúp đỡ các nước lớn hay nhỏ, thắng hay bại được phép buôn bán và sử dụng các nguyên liệu cần thiết cho sự thịnh vượng kinh tế của họ trên nguyên tắc bình đẳng.
5. Anh và Mỹ mong muốn mang lại sự hợp tác kinh tế toàn diện giữa các quốc gia trong lĩnh vực kinh tế để bảo vệ tất cả, nâng cao điều kiện lao động, phát triển kinh tế và an sinh xã hội.
6. Anh và Mỹ hy vọng, sau khi chế độ độc tài phát xít sụp đổ, sẽ thiết lập được nền hòa bình đem lại cho các nước cuộc sống bình yên trong phạm vi biên giới của mình và làm cho dân chúng khắp nơi được sống không bị đe dọa hoặc thiếu thốn.
7. Một nền hòa bình như vậy phải cho phép mọi người vượt biển và đại dương mà không gặp trở ngại.
8. Anh và Mỹ tin rằng tất cả các nước trên thế giới vì những lý do thực tế cũng như tinh thần phải đi đến chỗ từ bỏ việc sử dụng vũ lực vì không thể nào duy trì hòa bình nếu các lực lượng hải - lục - không quân tiếp tục được các quốc gia tuyển mộ để đe dọa hoặc có thể sẽ đe dọa xâm lược các nước khác. Anh và Mỹ cũng tin rằng trong khi chờ thiết lập một hệ thống an ninh tập thể thường trực rộng lớn hơn, về căn bản các quốc gia phải giải trừ quân bị. Họ cũng sẽ viện trợ và khuyến khích tất cả các nước khác ở mức có thể thực hiện được để giúp cho các dân tộc yêu chuộng hòa bình trút bỏ gánh nặng vũ trang.